# Steve Perry
Steve Perry, nascido Stephen Ray Perry (Hanford, 22 de janeiro de 1949), é um cantor, compositor e músico estadunidense de pais portugueses, mais conhecido por ter sido vocalista da banda Journey de 1977 até 1987 e também de 1995 até 1998.
Steve tem ascendência portuguesa tendo pais oriundos dos Açores (Ilha do Pico). 

## Biografia
Steve Perry, nascido Stephen Ray Pereira (Hanford, 22 de janeiro de 1949), é um cantor, compositor e músico estadunidense de pais portugueses. Os pais de Steve são emigrantes dos Açores. Steve tem também ainda família na vila piscatória algarvia da Fuzeta. Mais conhecido por ter sido vocalista da banda Journey de 1977 até 1987 e também de 1995 até 1998. Em Hanford, foi morar ainda bem jovem em Lemoore, trabalhando na fazenda de criação de perus de seu padrasto até que, aos dezoito anos, mudou-se para Los Angeles a fim de tentar realizar o sonho de uma carreira musical. Naquela cidade, então, trabalha como engenheiro de som no Crystal Studios e realizando vocais para comerciais de rádio e televisão para sustentar-se. Durante esse período participou de bandas obscuras como Nocturns, Dollar Bills, Sullies, Ice, Pieces e, finalmente, estava prestes a ingressar na banda de blues e rock Alien Project quando o baixista do grupo morreu num acidente automobilístico. O fato o abalou tão profundamente que Perry desistiu da carreira ainda iniciante e voltou para a fazenda de perus do padrasto, até que a mãe o convenceu a tentar mais uma vez.
Em 1977 uma fita demo  da Alien Project chegou às mãos do empresário Herbie Herbert que, naquele momento, procurava por um novo vocalista para o Journey. Ele a seguir contactou Steve e, em meados de 1977, ele se tornou vocalista do grupo.
Steve recebeu o apelido de "The Voice" pelos fãs, críticos e colegas músicos pela voz forte, melodiosa e capaz de atingir notas altas com grande facilidade. Ele toca guitarra, piano e bateria e cita  Sam Cooke, Jackie Wilson e Marvin Gaye como sua inspiração musical. Escolhido em uma enquete da revista Rolling Stone (mais tradicional revista de música do mundo) entre as 50 vozes mais lindas de todos os tempos e depois em uma enquete da acalmada revista Billboard venceu em primeiro lugar das 50. (fonte : https://www.billboard.com/lists/best-rock-singers-bands-lead-vocalists/stevie-nicks-4/)

## Discografia

### Com o Journey
- 1998 - Greatest Hits Live
- 1996 - Trial By Fire
- 1991 - The Ballade (somente no Japão)
- 1991 - Wheel In The Sky (somente na Europa)
- 1988 - Greatest Hits
- 1986 - Raised On Radio
- 1983 - Frontiers
- 1981 - Escape
- 1981 - Captured
- 1980 - Dream, After Dream (somente no Japão)
- 1980 - Departure
- 1979 - Evolution
- 1978 - Infinity

### Discos Solo
- 2021 - The Season
- 2018 - Traces
- 2009 - The Very Best Of Steve Perry
- 1998 - Greatest Hits + 5 unreleased
- 1994 - For The Love Of Strange Medicine
- 1984 - Street Talk

### Singles
- 1994 - Missing You (EUA)
- 1994 - You Better Wait (EUA)
- 1994 - Missing You + 4 (Maxi Single-EUA)
- 1994 - You Better Wait + 4 (Maxi Single-EUA)
- 1994 - You Better Wait + 2 (Maxi Single-Áustria)
- 1984 - 2 Singles em Vinil (45"): Foolish Heart e Oh Sherrie.

### Trilhas sonoras
- 2012 - Rock of Ages - "Any Way You Want It" e "Don't Stop Believin'"
- 2010 - Tron o legado "separate ways (worlds apart)"
- 2008 - Sim Senhor (Jim Carrey) "separate ways (worlds a part)"
- 2007 - Now pronounce you Chuck & Larry "Open Arms"
- 1999 - Three To Tango  Produtor
- 1998 - Quest For Camelot "United We Stand" e "I Stand Alone"
- 1987 - North Shore "Happy To Give"
- 1987 - White Water Summer "Be Good To Yourself"
- 1985 - Vision Quest "Only The Young"
- 1983 - Two Of A Kind "Ask The Lonely"
- 1983 - Risky Business "After The Fall"
- 1982 - TRON "Only Solutions" e "1990's Theme"
- 1982 - The Last American Virgin "Open Arms"
- 1981 - Heavy Metal "Open Arms"
- 1981 - Dream, After Dream "Dream After Dream" (só no japão)
- 1980 - Caddyshack "Any Way You Want It"